# Долина Царей
Долина Царей (араб. وادي الملوك‎ Вади-эль-Мулюк, копт. ϫⲏⲙⲉ) — скалистое ущелье в Египте, где за период Нового царства (примерно 500 лет с XVI века до н. э. по XI век до н. э.) были построены гробницы для фараонов, а также ряда их высокопоставленных чиновников и родственников. Долина Царей состоит из двух частей: восточная, где находится основной массив гробниц, и западная, где расположена небольшая группа усыпальниц, самой крупной из которых является гробница Аменхотепа III.
Эта территория с конца XVIII века стала центром сначала кладоискательских, затем — археологических и египтологических исследований, и до сих пор её гробницы продолжают притягивать внимание общественности. В наше время Долина Царей стала популярной благодаря открытию усыпальницы фараона Тутанхамона (KV62). В 1979 году вместе с другими частями Фиванского некрополя она была включена в список Всемирного наследия ЮНЕСКО.
Общее количество гробниц Долины Царей с учётом новых открытий в 2005 и 2008 годах составляет 63. Первый фараон, похороненный в Долине царей — Тутмос I из XVIII династии, последний — Рамсес XI из XX династии.

## Эпоха погребений
В древности Долина Царей называлась Та сет аат — «Великое место». В более развёрнутой форме это название выглядело следующим образом:
| G41 | G1 | Aa1 · D21 | O1 | O29 · Y1 | A50 | s | Z4 · Y1 | G7 | N35 | C11 | Z2 · N35 | M4 | M4 | M4 | t · Z2 · N35 | O29 · O1 · O1 | G7 | S34 | U28 | s | D2 · Z1 | R14 | t | t | N23 · Z1 · N35 | R19 | t · O49 | G7 |

Вероятными причинами выбора этого скалистого ущелья египтологи выдвигают три причины:
1. Она была изолирована от других частей фиванского некрополя, что облегчало её охрану.
2. Здесь, на западном берегу Нила, располагался естественный горизонт, ахет — место, где заходит солнце.
3. Кроме того, Долина находится у основания грандиозной горы, своей формой напоминающей естественную пирамиду, известной сегодня под названием Эль-Курн.

Поколение за поколением царские погребальные процессии двигались сюда из заупокойных храмов, расположенных в долине реки, имитируя движение заходящего солнца. За всю историю Нового царства тип усыпальниц фараонов претерпел несколько изменений. Гробницы XVIII династии имели коридор, поворачивающий под прямым углом, как, например, в гробнице Тутмоса III (KV34) и Аменхотепа II (KV35). Гробницы царей XIX династии, таких, как Рамсес II (KV7) или Сети I (KV17), представляли собой прямой коридор, по оси которого высекались колонные залы, сокровищницы, шахта и погребальная камера, и достаточно глубоко уходят в толщу скалы. Третий тип, относящийся к XX династии (Рамсес III (KV11)), собственно, практически ничем не отличается от усыпальниц предыдущего периода, однако для экономии средств и времени их высекают в самых верхних слоях мягкого известняка и сланца.
Все коридоры и помещения гробниц с самого начала XVIII династии символически связывались с той или иной частью загробного царства и имели соответственные названия: «святилище пребывания божеств востока и запада» (коридор), «зал ожидания» (шахта для сточных вод) и «золотой дом» (погребальная камера).
Прекрасные росписи и раскрашенные рельефы покрывают каждый сантиметр стен большинства царских гробниц. Эти фрески, поражающие яркостью и изяществом, детально воспроизводят области иного мира. Под иссиня-лазуритовым потолком, покрытым золотыми звёздами, умерший царь изображён в бесчисленных сценах предстояния перед богами и духами.

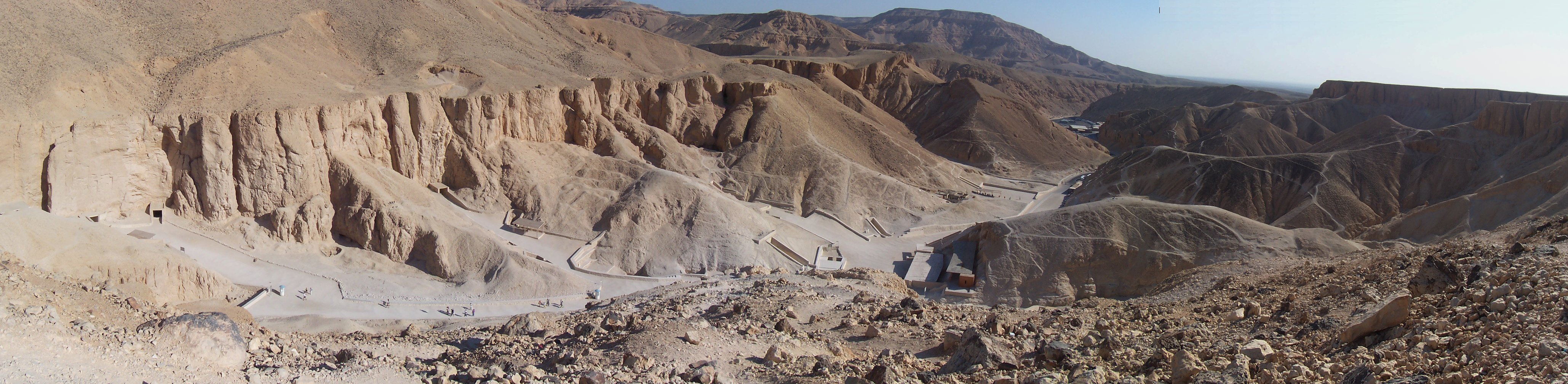
Панорамный вид на Долину Царей

## Разграбления гробниц
Как громоздкие пирамиды, сооружавшиеся во времена Древнего и Среднего царств, не устояли перед грабителями, так же не уцелела и Долина Царей. Особые подразделения охраны пытались оберегать «город мёртвых» и его сокровища от грабителей. Однако есть подтверждения тому, что чиновники не только не противодействовали мародёрству, но и сами едва ли не официально занимались организацией этих преступлений. Когда могущество Египта к концу XX династии клонилось к упадку, сокровища первых захороненных фараонов шли в переработку, чтобы наполнить истощённую казну.
Несколько документов — папирус Эббота и папирус Амхёрста-Леопольда II — содержат сведения об официальном расследовании дела о разграблении гробниц некрополя в Фивах на 16-м году царствования Рамсеса IX. Два летописца из Дейр-эль-Медины сообщили о преступлении градоначальнику Восточных Фив, который доложил фараону о грабежах и чиновниках-мздоимцах.
За три года несколько банд систематически грабили захоронения фараонов и могилы рядовых граждан. В царском некрополе Дра Абу эль-Нага специальная служба провела инспекцию 10 захоронений разных династий, и разграбленной оказалась гробница фараона Сехемра-Шедтауи Себекемсафа (XVII династия) и его жены, царицы Нубхаас. Во время допроса грабители признались:

«Мы прорыли ход сквозь щебень… и увидели бога, который лежал на спине в месте его упокоения. И мы нашли место упокоения Нубхаас, его супруги, расположенное рядом… Мы открыли их саркофаги и их гробы, в которых они покоились, и увидели священную мумию этого фараона с его мечом. Множество амулетов и золотых драгоценностей было на шее его, и золотая диадема была на нём. Священная мумия фараона вся была обложена золотом, и гробы его были обиты золотом и серебром внутри и снаружи, и все изукрашены всевозможными драгоценными каменьями.
Мы собрали золото, которое нашли на священной мумии бога… и также собрали всё, что нашли на её [царской] мумии, и подожгли их гробы. Мы взяли их утварь… из золота, серебра и бронзы и разделили между собой… Потом мы переправились [через реку] в Фивы. А через несколько дней правитель Фив прослышал, что мы грабили на западе, и меня схватили и привели в тюрьму градоначальника Фив. И тогда я взял двадцать дебенов золота, которые достались на мою долю, и отдал их Хаемопе, писцу из квартала пристаней города. Он отпустил меня, и я встретился со своими товарищами, и они отдали мне часть добычи, чтобы я ни о чём не жалел. Так я вместе с другими продолжал до сего дня грабить погребения знатных и простых людей нашей земли, чьи тела покоятся на западе Фив. И многие грабят их так же, как мы…»

Грабежи, вызванные отсутствием центральной власти и хаосом в начале Третьего переходного периода, заставили жрецов с целью сохранения более ранних останков перенести саркофаги с мумиями фараонов в гробницы Аменхотепа II (KV35) и верховного жреца Амона Пинеджема II и Несихонсу (DB-320).

## «Гробница DB-320»
В 1871 году два брата из семьи Абд-эр-Рассул обнаружили замурованный вход у подножия крутого каменного склона в Дейр-эль-Бахри, на западном берегу Нила, напротив Фив. Они вскрыли вход и принялись копать. На глубине 13 метров оказался 70-метровый коридор, ведущий вглубь скалы. Вдоль коридора были нагромождены десятки ящиков, в которых лежали мумии, а также множество предметов погребальной утвари.
Братья Рассул начали продавать содержимое тайного захоронения. Это продолжалось несколько лет, прежде чем египетская Служба древностей, возглавляемая Гастоном Масперо, осознала, что происходит. Эмиль Бругш, ассистент Масперо, был первым европейцем, спустившимся 6 июля 1881 года в тайную гробницу. То, что он увидел, превзошло все его ожидания:

«…И вот мы уже пробирались через ларцы с фаянсовыми погребальными приношениями, металлическими и алебастровыми сосудами, пеленами и различными мелочами, пока наконец не добрались до поворота коридора; в глаза бросились саркофаги, в таком количестве, что я был просто потрясён.
Собравшись с чувствами, я обследовал их так тщательно, как мог это сделать при свете моего факела, и сразу же увидел, что в них покоятся царственные персоны… Опередив моего спутника, я дошёл до [погребальной] камеры: Саркофаги стояли здесь, прислонённые к стенам, лежали на полу; среди них было много гробов совершенно невероятных размеров и веса. Их золотое покрытие и отполированные поверхности так ясно отражали моё взволнованное лицо, что казалось, будто бы я глядел в лица своих собственных предков:
Я не был уверен, был это сон или явь. Взглянув на один из саркофагов, я прочёл на крышке имя Сети I, отца Рамсеса II. В нескольких шагах от него с руками, сложенными на груди, в скромном саркофаге покоился сам Рамсес II.
Чем дальше я продвигался в глубь галереи, тем больше встречал сокровищ. Здесь Аменхотеп I, там — Яхмес I, три фараона по имени Тутмос, царица Яхмес Нефертари — всего 37 саркофагов с хорошо сохранившимися мумиями царей, цариц, принцев и принцесс…»

За два часа работы саркофаги и мумии фараонов были извлечены из узкого хода в подземелье. Все они доставлены и хранятся в Каирском музее.

План фиванской гробницы DB-320.
Аксонометрия фиванской гробницы DB-320.

В последующие годы тайная «Гробница DB-320» оказалась завалена обломками породы. Египтолог Эрхард Грэфе вновь вскрыл её в 1995 году, чтобы впервые провести здесь научные работы.

## Наши дни

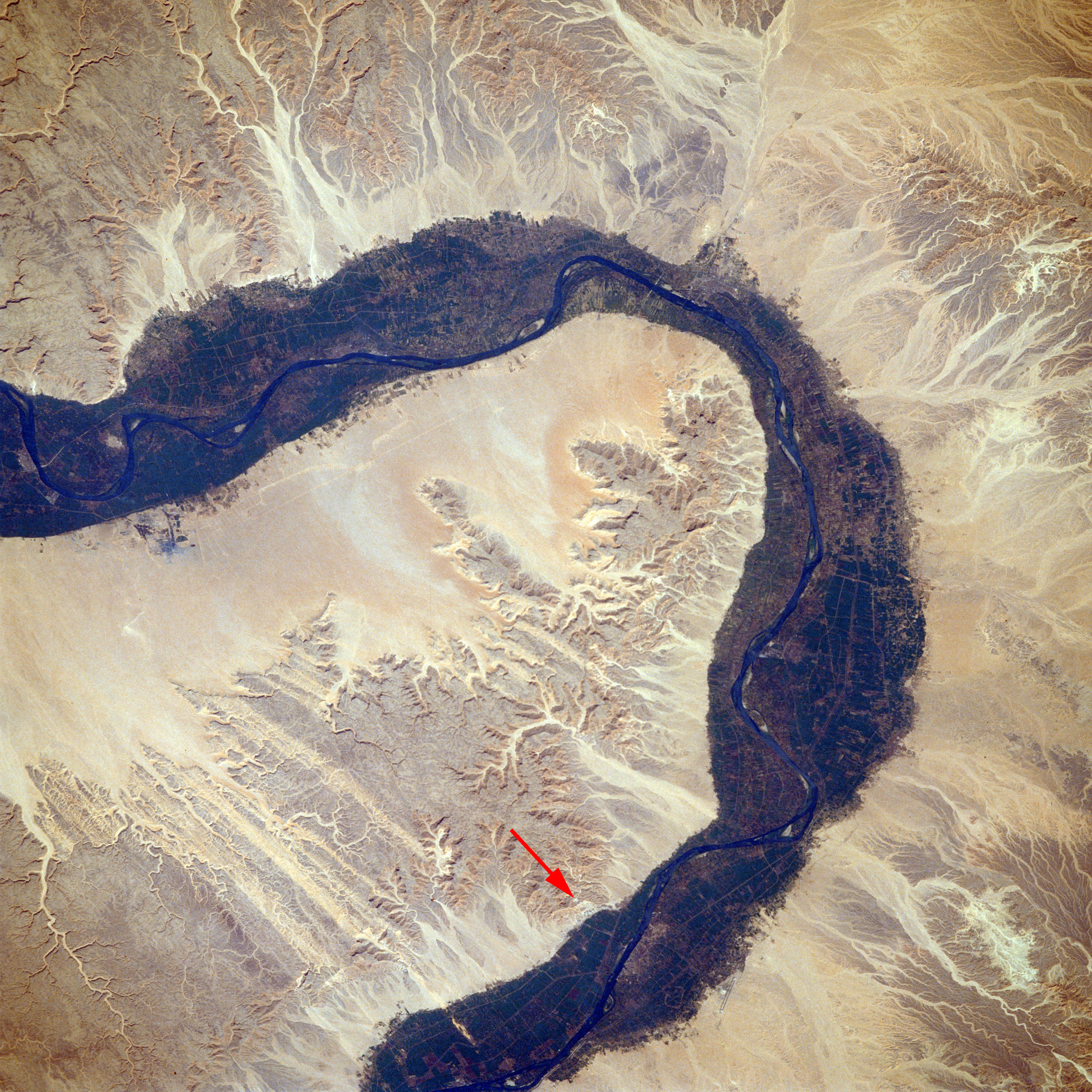
Локация Долины Царей из космоса

В начале 2006 года учёные обнаружили в Долине Царей новую нетронутую однокамерную гробницу (ей присвоили номер KV63), в которой упокоены пять мумий в деревянных антропоморфных саркофагах с расписными погребальными масками. Также извлечены около двух десятков больших керамических сосудов с оттисками печати фараона.
Это первое погребение, найденное в Долине после 1922 года, когда Говард Картер открыл гробницу Тутанхамона. Археологи университета Мемфиса (штат Теннесси) датировали находку эпохой XVIII династии (1539—1292 годы до нашей эры).
Экспедиция под руководством профессора Отто Шадена (Otto Schaden) с середины 1990 года работала над проектом KV10 — раскопками небольшой гробницы эпохи XIX династии. Исследуя в 2005 году нижние горизонты культурного слоя напротив входа в гробницу KV10, они наткнулись на четыре хижины рабочих той же XIX династии, под которыми и обнаружили гробницу KV63.
С января по март 2009 года в Долине Царей работала экспедиция Базельского университета (Участники: Сюзанна Бикел, Клаудиа Гамма, Джордия Джоранд, Элина Полин-Грот и Николас Сартори). Они исследовали две недекорированные гробницы — KV26 и KV30. В ходе расчистки и исследований египтологи выяснили, что гробницы остались недостроенными, но, несмотря на это, в них делались погребения. От погребений до наших дней дошли лишь небольшие фрагменты саркофагов, керамики и человеческих останков. Обе гробницы удалось датировать эпохой XVIII династии. Кроме того выяснено, что первое разграбление гробниц произошло ещё в древности — в эпоху XXI династии.
В 2017 году в Долине Царей для анализа древней ДНК отобраны образцы из захоронений XVIII и XXII—XXV династий. Учёные попытаются идентифицировать неегипетских (левантийских и нубийских) людей, как это предполагается с помощью надписей на керамических кувшинах.

## Геологическое строение
Долина Царей имеет три основных геологических слоя:
1. Белый известняк (Средняя глубина 150 м — 300 м).
2. Сланцы (от 150 до 90 м).
3. Гипс (90 м).